# Women's Premiership (calcio femminile)
La Women's Premiership, indicata anche come Danske Bank Women's Premiership per ragioni di sponsorizzazione, è la massima serie del campionato nordirlandese femminile di calcio ed è posto sotto l'egida della Federazione calcistica dell'Irlanda del Nord (NIFL).
La competizione, che assunse l'attuale denominazione dalla stagione 2016, venne istituita nell'attuale formato dal campionato 2004, allora denominato Premier League. Dall'ultimo rebranding le squadre partecipanti hanno avuto un numero variabile, otto nel campionato 2016, scese a sette già dal campionato successivo e a sei dalla stagione 2020. La Women's Premiership ha cadenza annuale, inizia ad aprile e termina a ottobre. La detentrice del titolo di campione dell'Irlanda del Nord è il Glentoran, al suo secondo titolo consecutivo, squadra che detiene anche il maggior numero di successi, nove (dal 1999), tornato al successo dopo che il Linfield Ladies aveva vinto quattro edizioni di fila dal 2016 al 2019. Alla stagione 2021 la Women's Premiership è stato il quarantaquattresimo campionato di calcio femminile in Europa secondo il ranking stilato dalla UEFA.

## Storia
La prima stagione del campionato di calcio femminile in Irlanda del Nord è stata disputata nel 1977. Organizzato dalla Northern Ireland Women's Football Association (NIWFA) il campionato era chiamato semplicemente NIWFA Division League 1.
Nel 2004 la Division 1 è stata sostituita dalla Women's Premier League.
Nel 2016, dopo 40 anni di amministrazione e sviluppo del calcio femminile a livello locale, la lega è stata ribattezzata Women's Premiership ed è gestita ora dalla federcalcio nordirlandese (Northern Ireland Football League). Il principale sponsor, ufficialmente abbinato al torneo, è Danske Bank, Northern Bank fino al 2012, filiale locale dell'omonimo gruppo bancario danese.

## Le squadre
Alla stagione 2021 hanno partecipato le seguenti sei squadre:
- Cliftonville
- Crusaders Strikers
- Derry City
- Glentoran
- Linfield Ladies
- Sion Swifts

## Albo d'oro

### NIWFA Division League 1
- 1977-1998 non conosciuta
- 1999: Lisburn Distillery Predators (1º)
- 2000: Lisburn Distillery Predators (2º)
- 2001: Lisburn Distillery Predators (3º)
- 2002: Newtownabbey Strikers (1º)
- 2003: Newtownabbey Strikers (2º)

### Women's Premier League
- 2004:  Glentoran (1º)
- 2005: Newtownabbey Strikers (3º)
- 2006:  Glentoran (2º)
- 2007:  Glentoran (3º)
- 2008:  Glentoran (4º)
- 2009:  Crusaders Strikers (4º)
- 2010:  Crusaders Strikers (5º)
- 2011:  Glentoran (5º)
- 2012:  Crusaders Strikers (6º)
- 2013:  Glentoran (6º)
- 2014:  Glentoran (7º)
- 2015:  Newry City (1º)

### Women's Premiership
- 2016:  Linfield Ladies (1º)
- 2017:  Linfield Ladies (2º)
- 2018:  Linfield Ladies (3º)
- 2019:  Linfield Ladies (4º)
- 2020:  Glentoran (8º)
- 2021:  Glentoran (9º)
- 2022:  Cliftonville (1º)
- 2023:  Glentoran (10º)
- 2024:  Cliftonville (2º)

## Statistiche

### Titoli per squadra
| Squadra                      | Titoli | Anni                                                       |
| ---------------------------- | ------ | ---------------------------------------------------------- |
| Glentoran                    | 10     | 2004, 2006, 2007, 2008, 2011, 2013, 2014, 2020, 2021, 2023 |
| Crusaders Strikers           | 6      | 2002, 2003, 2005, 2009, 2010, 2012                         |
| Linfield Ladies              | 4      | 2016, 2017, 2018, 2019                                     |
| Lisburn Distillery Predators | 3      | 1999, 2000, 2001                                           |
| Cliftonville                 | 2      | 2022, 2024                                                 |
| Newry City                   | 1      | 2015                                                       |